# Sughd
Sughd (tadzjikiska: Суғд, "Sogdiana") är en av Tadzjikistans fyra provinser, belägen i den nordvästra delen av landet. Den har en yta på 26 100 km² och invånartalet är över 1 870 000 år 2000. Huvudort är Chudzjand (Khujand). Den ligger till största delen i Ferganadalen. Sughd gränsar till regionerna Dzjizak, Namangan, Samarkand och Fergana i Uzbekistan och regionen Osj i Kirgizistan. Floden Syr-Darja flyter genom provinsen. Provinsen är av stor ekonomisk betydelse för landet och har mer än 50 % av Tadzjikistans åkerareal. Sughd har emellertid efter inbördeskriget (1992-1997) successivt förlorat inflytande till provinserna i söder. Sughd har en stor uzbekisk befolkning.
Provinsen kallades Leninabad till 1991, Leninobod till 2000 och Sogd till 2004.
Residensstaden är Chudzjand. Andra centralorter är:
- Chkalov
- Gafurov
- Isfara
- Istravshan (Urateppa)
- Konibodom (Kanibadam)
- Pendzjikent

Annan stad:
- Buragen

## Distrikt
- Aini distrikt
- Asht distrikt
- Ghafurov distrikt
- Ghonchi distrikt
- Zafarobod distrikt
- Istarawshan distrikt
- Isfara distrikt
- Konibodom distrikt
- Kuhistoni Mastchoh distrikt
- Qairoqqum distrikt
- Mastchoh distrikt
- Nov distrikt
- Panjakent distrikt
- Jabbor Rasulov distrikt
- Chkalov distrikt
- Shahriston distrikt